# Dvořiště (Mnich)
Dvořiště (německy Dworiste) je malá vesnice, část obce Mnich v okrese Pelhřimov. Nachází se 3 km na severovýchod od Mnichu. V roce 2009 zde bylo evidováno 9 adres. V roce 2001 zde trvale žilo 8 obyvatel.
Dvořiště leží v katastrálním území Chválkov u Kamenice nad Lipou o výměře 6,18 km2.

## Další fotografie

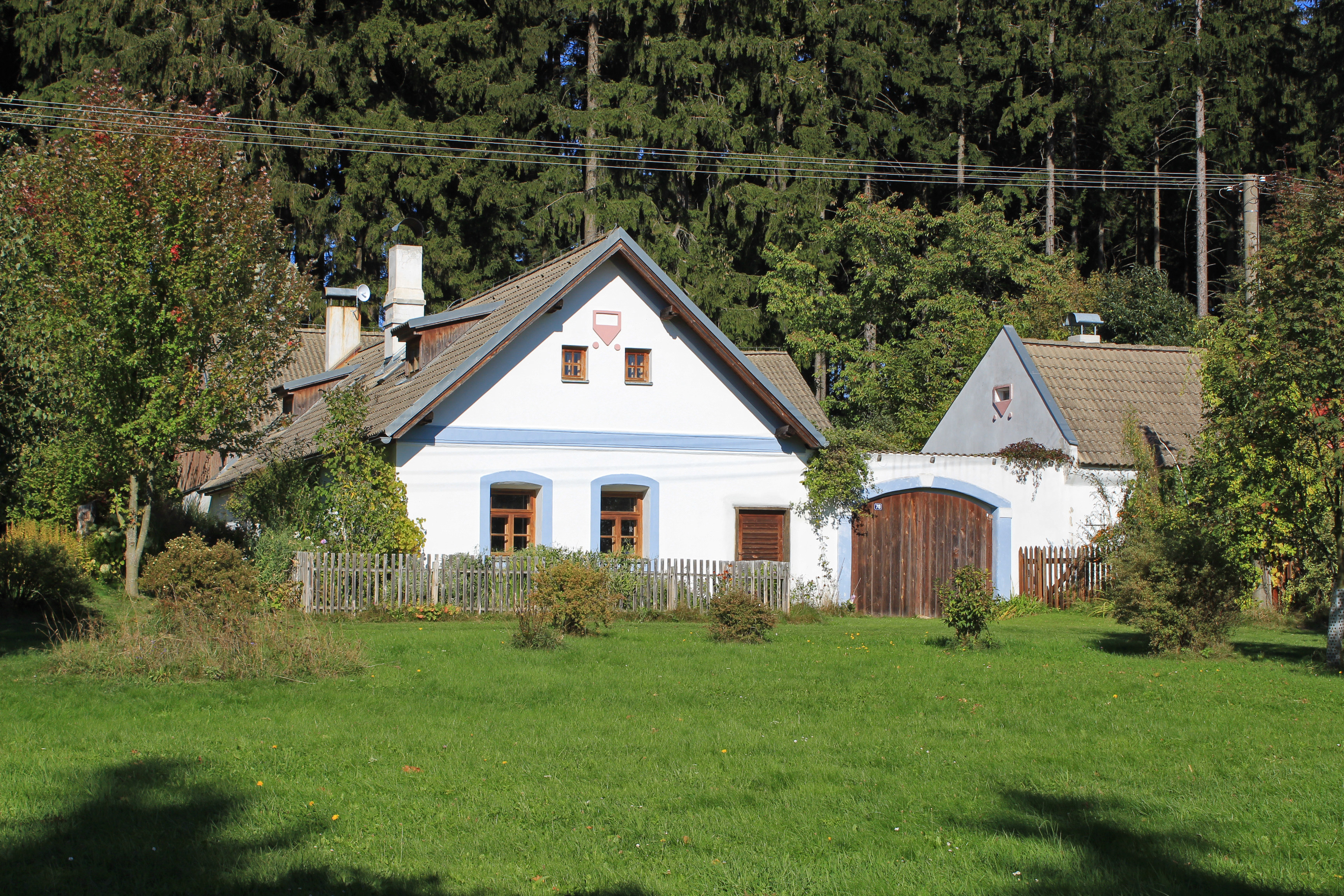
Dům čp. 70
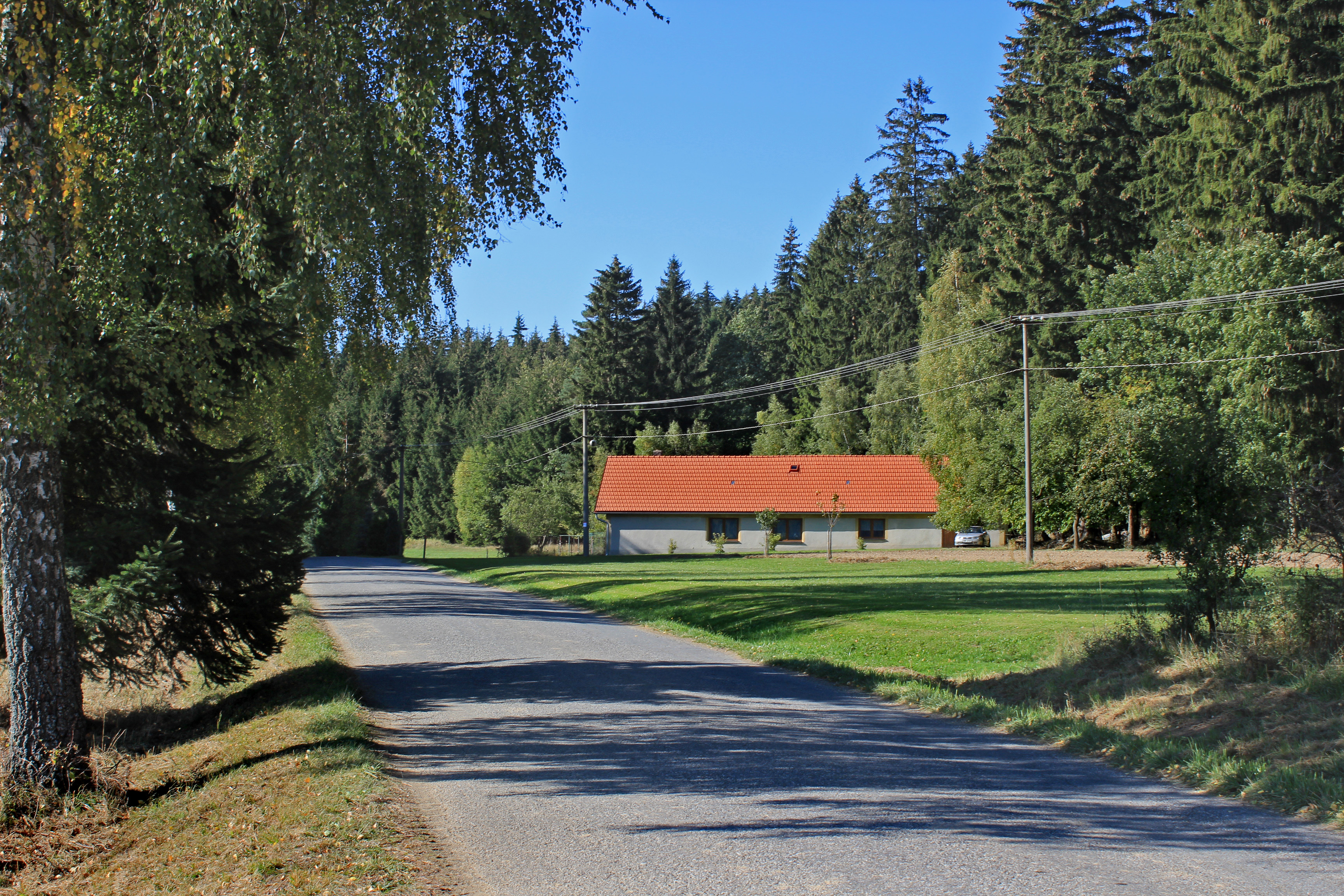
Jediná silnice ve vesnici
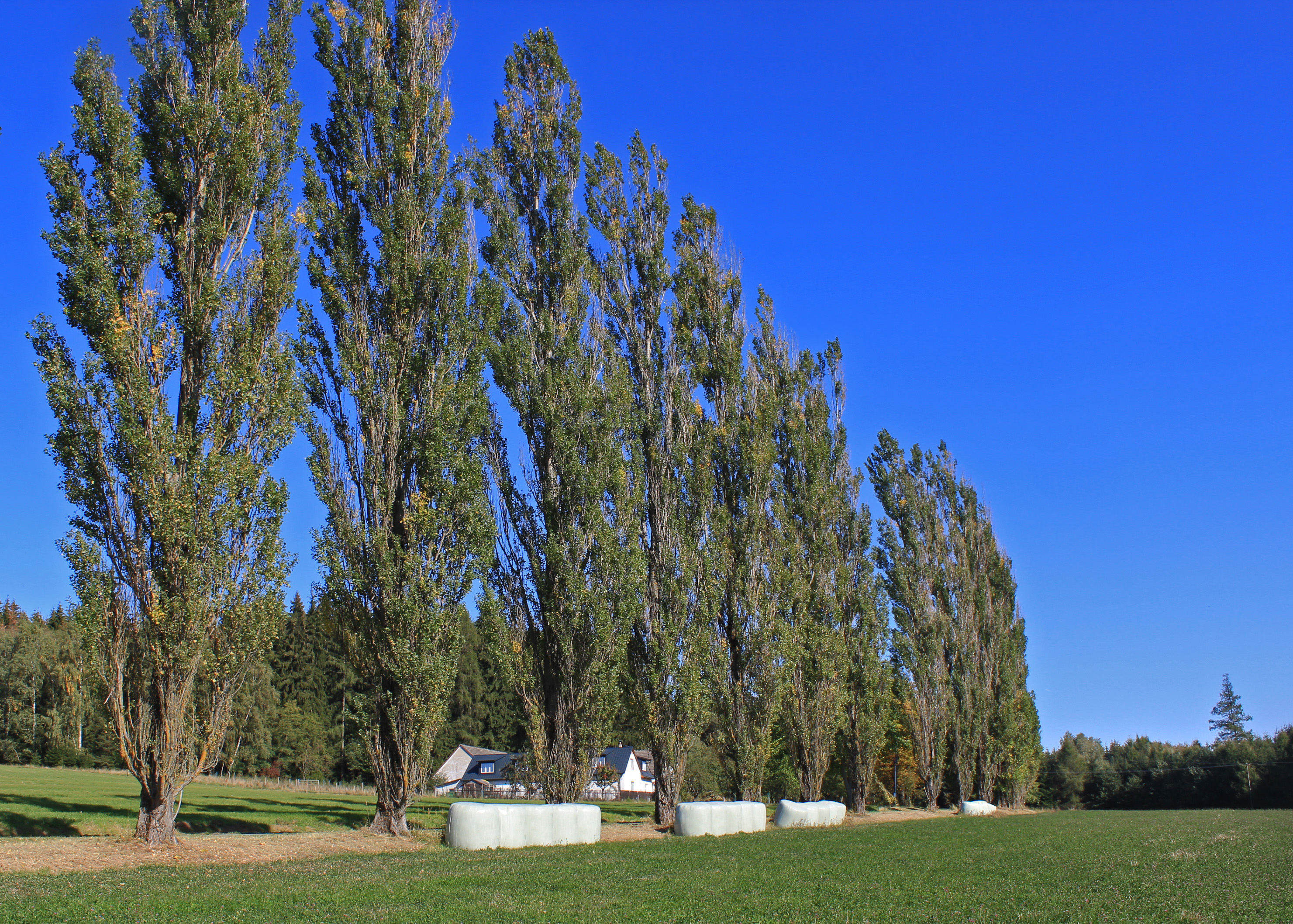
Topolová alej v západní části vesnice